# Encelia laciniata
Encelia laciniata là một loài thực vật có hoa trong họ Cúc. Loài này được Vasey & Rose mô tả khoa học đầu tiên năm 1889.